# The Marriage Circle
The Marriage Circle és la primera pel·lícula que Ernst Lubitsch va dirigir per a la Warner Bros. La pel·lícula, basada en l'obra de teatre “Only a Dream” (1909) de Lothar Schmidt, es va estrenar el 3 de febrer de 1924. El 1932 Lubitsch va codirigir una segona adaptació de l'obra titulada One Hour with You. El 1929 va ser escollida com una de les millors pel·lícules del 1924 pel “Film Daily Year Book”.

## Argument
El professor Stock veu la llargament buscada oportunitat de divorciar-se de la seva esposa Mizzi quan aquesta comença a flirtejar amb el Dr. Braun, el marit de la seva millor amiga Chalotte. Al seu torn, Charlotte provoca una forta atracció al Dr. Mueller, el soci del seu marit. Ni Charlotte ni el seu marit fan gaire cas dels requeriments dels altres dos i al final MIzzi i el Dr. Mueller s'acaben retrobant.

## Repartiment
- Adolphe Menjou (professor Josef Stock)
- Monte Blue (Dr. Franz Braun)
- Marie Prevost (Mizzie Stock)
- Florence Vidor (Charlotte Braun)
- Creighton Hale (Dr. Gustav Mueller)
- Harry Myers (inspector de policia)
- Dale Fuller (pacient neuròtica)
- Esther Ralston (Miss Hofer)